# José Alfredo de Campos França
José Alfredo de Campos França (Salvador, 19 de março de 1865 — Salvador, 26 de novembro de 1939), foi um advogado, professor, escritor e político brasileiro, fundador da Academia de Letras da Bahia, Cadeira 9.

## Biografia
Filho de Augusto Ferreira França e de D. Ricarda Amélia Campos França. Cursou humanidades no Liceu Provincial e ali lecionou as disciplinas inglês e retórica.   
Cursou o primeiro e o segundo ano Faculdade de Direito do Recife em 1889. Em 1892 matriculou-se na Faculdade Livre de Direito da Bahia. Em 1894, recebeu o grau de bacharel em ciências jurídicas e sociais.  
Foi deputado estadual em cinco legislaturas consecutivas, de 1895 a 1904 e também membro do Conselho Municipal de Salvador de 1900 a 1903  . 
Em 10 de novembro de 1908 foi eleito para a vaga de Horácio César no Senado Estadual, com mandato de 1909 a 1912 
Eleito deputado federal pela Bahia para a legislatura 1912-1914    Voltou a fazer parte do Conselho Municipal de Salvador de 1916 a 1923, ocupando algumas vezes a sua liderança. 
Voltou também a ser eleito para o Senado Estadual, na vaga de Eugênio Tourinho, que renunciara por ter sido eleito deputado federal, e lá ocupou uma cadeira entre 1917 e 1923.  
Exerceu a advocacia criminal durante muitos anos. Na Faculdade Livre de Direito da Bahia, foi professor substituto e depois professor catedrático de direito internacional e de direito civil .  
Faleceu em Salvador no dia 26 de novembro de 1923  